# Výbor Evropského parlamentu pro občanské svobody, spravedlnost a vnitřní věci
Výbor Evropského parlamentu pro občanské svobody, spravedlnost a vnitřní věci (zkr. LIBE z angl. European Parliament Committee on Civil Liberties, Justice and Home Affairs) je jedním z dvaceti stálých výborů Evropského parlamentu. Úkolem tohoto výboru je dohlížet na všechny právní předpisy EU a politiku spravedlnosti a vnitřních věcí. V praxi to znamená, že do jeho působnosti spadá např. boj s terorismem, problematika migrace, ochrana základních práv či ochrana osobních údajů.

## Funkce výboru
Konkrétně je výbor zodpovědný za ochranu občanských a lidských práv, včetně základních práv či ochrany menšin tak, jak je uvedeno v příslušných smlouvách a Chartě základních práv EU. Zabývá se také opatřeními zaměřenými na boj s různými formami diskriminace.
Výbor LIBE se též věnuje záležitostem týkajícím se zároveň svobody, bezpečnosti a spravedlnosti. Konkrétně to jsou opatření týkající se vstupu a pohybu osob po území EU, azylu a migrace a ochrany hranic EU. Řeší také záležitosti z oblasti policejní a soudní spolupráce. V neposlední řadě má tento výbor na starosti i Evropské monitorovací centrum pro drogy a drogovou závislost (EMCDDA), Agenturu Evropské unie pro základní práva (FRA), Europol, Eurojust, Cepol a další orgány a agentury věnující se především potírání kriminality.
Právě výbor LIBE zaujímá stanovisko v případech, kdy hrozí, že členský stát poruší principy společné členským zemím EU.